# Il segreto del successo
(Tagline del film)
Il segreto del successo è un film del 2003 diretto da Massimo Martelli.

## Trama
Cico e Bob sono due sfortunati attori comici che non riescono in alcun modo a trovare il successo. Un giorno si diffonde la notizia della loro morte in un incendio: Enzo Iacchetti, loro amico, li ricorda commosso a Striscia la notizia. Da quel momento per i due è gloria postuma. Ma Cico e Bob sono vivi e vegeti anche se nascosti dal loro manager, Antonio, che farà di tutto per nascondere la verità.
Ma quando la moglie di Cico chiama i giornalisti tutto verrà a galla e per i due comici ci sarà dapprima un interesse e poi un progressivo declino, privo di quel successo che reputavano importante ma nuovamente pieno dell'amicizia reciproca che li stimolava nel mondo della comicità.

## Curiosità
Nel film appaiono interpretando se stessi personaggi come Enrico Mentana e Carlo Freccero, gli studi Mediaset di Striscia la notizia, Forum, TG5.
Uno degli attori che Antonio Zoccolini si trova a rappresentare come agente, dopo la fama ottenuta con Cico e Bob, è Pietro Taricone al suo esordio al cinema in un cameo, anche Francesco Guccini è presente in un cameo.
Secondo il regista e gli attori il film rappresenta abbastanza fedelmente, anche se in maniera romanzata, il mondo dello spettacolo comico negli anni 1980-2000.